# Aragonbrug
De Aragonbrug is een boogbrug over de Binnennete in de stad Lier, in de Belgische provincie Antwerpen. De brug vormt de verbinding van de gelijknamige Aragonstraat en de Kerkstraat. De brug werd gebouwd in 1514 en bestaat uit 3 bogen in metselwerk. In 1914 werd de brug vernield en later terug opgebouwd.
De brug en de straat werden genoemd naar het nabijgelegen Hof van Aragon, de overnachtingsplaats van Filips de Schone en Johanna van Castilië.